# Tenellia sibogae
Espèce
Cuthona sibogae est une espèce de mollusque gastéropode marin, membre des Nudibranches et rattaché à la famille des Trinchesiidae.
Tenellia sibogae est présent dans les eaux tropicales de la région Indo-Ouest Pacifique.
Sa taille maximale est de 35 mm .